# Karura (créature)
Pour les articles homonymes, voir Karura.

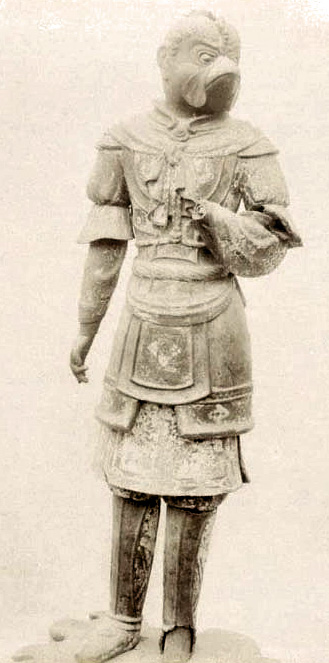
Une statue représentant un Karura sans ailes, du temple Kofukuji à Nara au Japon, VIIIe siècle.

Le Karura (迦楼羅) est une créature divine avec un torse d'humain et une tête d'oiseau dans la mythologie japonaise hindou-bouddhiste.
Le nom provient de la translittération de Garuda, une race d'oiseaux gigantesques dans l'hindouisme sur laquelle la version bouddhiste japonaise est basée. La même créature peut porter le nom de oiseau aux ailes d'or (金翅鳥, konjichō, Skr. suparṇa).
On dit que le karura est énorme, cracheur de feu, et se nourrit de dragons ou de serpents, tout comme Garuda est le fléau de Nâga. Seul un dragon possédant un talisman bouddhiste ou converti à l'enseignement bouddhiste peut échapper indemne au Karura. Shumisen ou le mont Meru serait son habitat.
Le Karura est l'une des créatures converties recrutées afin de former une unité de gardiens appelés les Hachibushū (八部衆),.
Un exemple célèbre est la statue de Karura (image à droite) au temple de Kōfukuji, à Nara (qui fait partie des huit statues de deva présentées lors du Buddhābhiṣeka (en) datant de l'ère Tenpyō 6 (734 apr. J.-C.). Ce karura est représenté vêtu d'une armure de style dynastie Tang, et est donc sans ailes.
Plus conventionnellement, le karura (garuda) est décrit comme un être ailé avec un torse humain et une tête aviaire, comme dans la section Vajra Hall (Kongō buin (金剛部院)) du Taizōkai mandara (胎蔵界曼荼羅) et d’autres livres et parchemins iconographiques.

## Beaux arts

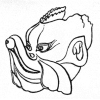
Masque de karura (source : Shuko Jisshu, Todaiji Hachimangu (1895)).

Le masque de karura (garuda) est l’un des masques de personnages portés par les interprètes de l’ancien art de la danse courtoise japonaise du gigaku,.
Le nimbus ou halo enflammé est connu sous le nom de « flamme karura » et est généralement vu ornant derrière la statue du Fudō-myōō (不動明王)).
Le karura serait également le prototype des représentations du tengu ou karasutengu.

## Culture populaire
Les familles Pokémon de Magby, Magmar et Maganon sont basées sur le karura, ainsi que sur un iguane.